# 潛水橋 (韓國)
潛水橋（韩语：／ Jamsu Gyo）是一条横跨汉江的桥梁，位于韩国首尔。桥梁两端连接龙山區和瑞草區，于1976年7月15日通车。大桥全长1200米。1982年6月25日，此桥上面兴建了盤浦大橋。